# 陸阿采與黃飛鴻
《陸阿采與黃飛鴻》（英語：Challenge of the Masters），是1976年上映的香港古裝武打電影，由劉家良自導自演，倪匡編劇，劉家輝、陳觀泰等主演。

## 演員表
| 演員   | 角色   | 備註                                           |
| ------ | ------ | ---------------------------------------------- |
| 劉家輝 | 黃飛鴻 | 十七歲，武學名宿黃麒英之子，初被父親禁止練武。 |
| 陳觀泰 | 陸阿采 | 黃麒英師父，後親自傳授黃飛鴻武功。             |
| 江洋   | 黃麒英 | 黃飛鴻之父。                                   |
| 汪禹   | 林圖強 | 黃麒英師姪，黃飛鴻之友。                       |
| 李麗麗 | 何秀蓮 | 林圖強師妹。                                   |
| 劉家榮 | 袁正   | 捕頭，追捕甄二虎。                             |
| 劉家良 | 甄二虎 | 大盜，化名何虎，擅穿心腿。                     |
| 史仲田 | 彭允剛 |                                                |
| 馮克安 | 楊沖   | 彭允剛武館弟子。                               |
| 江島   | 郭人良 | 彭允剛武館弟子。                               |

## 故事大綱
十七歲的黃飛鴻（劉家輝飾）雖為廣州武學名宿黃麒英（江洋飾）之子，但麒英怕飛鴻闖禍，不准其練武，飛鴻只好獨自無師偷練。捕頭袁正（劉家榮飾）追查混跡於廣東武林的大盜甄二虎（劉家良飾），向黃麒英師父陸阿采（陳觀泰飾）打聽，惜無所獲。其實甄二虎已化名何虎潛藏於彭允剛的武館。飛鴻於花炮大會與彭允剛弟子們爭奪花炮被圍毆，麒英師姪林圖強（汪禹飾）為救飛鴻亦身受重傷。飛鴻受此屈辱後，欲直接拜陸阿采為師，最終打動袁正引薦他予陸阿采。袁正尋得甄二虎蹤跡，但被虎所殺，此後彭允剛武館更橫行無忌。兩年後飛鴻學有所成，將虎繩之於法，後又在花炮大會以武藝及武德讓彭允剛心悅誠服。

## 外部連結
- 香港影庫上《陸阿采與黃飛鴻》的資料（繁體中文）
- 互联网电影数据库（IMDb）上《陸阿采與黃飛鴻》的资料（英文）
- 豆瓣电影上《陸阿采與黃飛鴻》的資料 （简体中文）